# USS Bridgeport (AD-10)
Pour les autres navires du même nom, voir USS Bridgeport.
L’USS Bridgeport (AD-10) est un destroyer ravitailleur de l'United States Navy. Lancé en 1901, il est mis en service sous le nom de SS Breslau par la Norddeutscher Lloyd. Saisi en 1917, il est intégré à la marine américaine.